# VALMAR
A VALMAR egy 2018-ban alakult Fonogram díjas magyar popduó, melynek tagjai Valkusz Milán és Marics Peti.
A nevük is a VALkusz Milánból és a MARics Péterből származik.

## Az együttes története
Az együttes két tagja Valkusz Milán és Marics Peti. Marics Kispestről, míg Valkusz Budapest XVIII. kerületéből, Pestszentlőrincről származik. Gyermekkoruk óta ismerik egymást. 2017 októberében született meg a gondolat, hogy közösen kezdenek zenélni. Először angol nyelvű dalok feldolgozását töltöttek fel a YouTube videómegosztó portálra. Jelentkeztek a 2018-as A Dal című show-műsorba, azonban nem kerültek be a 30 induló közé. Debütáló kislemezük Deák Téri Gyros Tál címmel 2018. június 1-én jelent meg, és hamar nagy népszerűségre tett szert. A dalhoz készült videóklip két hét alatt átlépte az 50 000 megtekintést, mára pedig már a 4,9 milliós nézettséget is elérte. Ezt követően több népszerű dalt is bemutattak, köztük a Nekem Mi A Jó és a Suzival Balatonon című szerzeményeket. Az első nagyobb áttörést a Bruno x Spacc hiphopduóval és az X-Faktorból megismert Manuellel közösen készített Visz a vérem című kislemez jelentette, melyet 2020. július 10-én mutattak be, és a legnagyobb videómegosztó portálon már átlépte a 11 milliós megtekintést. 2021-ben következő jelentősebb slágerükön szintén Manuellel dolgoztak közösen, és az Éget a nap címet kapta. Ezt egy újabb kollaboráció követte, méghozzá ezúttal az underground hiphop zenei szcénából érkező Hősök zenekarral dolgoztak együtt. Ez a dal a Magyarok címet kapta, és a 2020-as labdarúgó-Európa-bajnokság magyar indulójának szánták. Ebben az évben még egy kislemezt kiadtak, méghozzá a Nemazalány és Sofi közreműködésével készült Álmatlan esték című számot, melyet a Sztárban sztár leszek! élő adásában mutattak be, és fél év alatt átlépte a hétmilliós megtekintést.
2022. április 2-án mutatták be karrierjük eddigi legnagyobb slágerét, a Szikora Róberttel közösen készített Úristent, mely kevesebb mint egy hónap alatt átlépte a hatmilliós megtekintést. Ezen kívül első helyezést ért el a Mahasz magyarországi kislemezeladásokat összesítő Single Top 40 listáján illetve a streaming-szolgáltatók adatait összesítő Stream Top 40 listán is. Az Úristen első lett még a Billboard Hungary Songs elnevezésű kislemezlistáján is.

## Diszkográfia

### Albumok
- Szrtlk (2019)

### Kislemezek
| Év   | Dal                                                | Legmagasabb helyezés | Legmagasabb helyezés | Legmagasabb helyezés | Legmagasabb helyezés | Legmagasabb helyezés | Legmagasabb helyezés | Legmagasabb helyezés |
| Év   | Dal                                                | Mahasz               | Mahasz               | Mahasz               | Mahasz               | Mahasz               | Mahasz               | Billboard            |
| Év   | Dal                                                | Rádiós Top 40        | Editors' Choice      | Magyar Rádiós Top 40 | Dance Top 40         | Single Top 40        | Stream Top 40        | Hungary Songs        |
| ---- | -------------------------------------------------- | -------------------- | -------------------- | -------------------- | -------------------- | -------------------- | -------------------- | -------------------- |
| 2018 | Deák Téri Gyros Tál                                | -                    | -                    | -                    | -                    | -                    | -                    | -                    |
| 2018 | Nekem Mi A Jó                                      | -                    | -                    | -                    | -                    | -                    | -                    | -                    |
| 2018 | Csillagom az égen                                  | -                    | -                    | -                    | -                    | -                    | -                    | -                    |
| 2019 | 2x NEM                                             | -                    | -                    | -                    | -                    | -                    | -                    | -                    |
| 2019 | Nyakleves                                          | -                    | -                    | -                    | -                    | -                    | -                    | -                    |
| 2019 | Suzival Balatonon                                  | -                    | -                    | -                    | -                    | -                    | -                    | -                    |
| 2019 | Nem Adhatom Fel                                    | -                    | -                    | -                    | -                    | -                    | -                    | -                    |
| 2020 | Kontroll Kell                                      | -                    | -                    | -                    | -                    | -                    | -                    | -                    |
| 2020 | Fáj (közreműködik Ábrahám)                         | -                    | -                    | -                    | -                    | -                    | -                    | -                    |
| 2020 | Visz a vérem (közreműködik Bruno x Spacc & Manuel) | -                    | -                    | -                    | -                    | 15                   | 9                    | -                    |
| 2020 | Húzóra (közreműködik Jauri)                        | -                    | -                    | -                    | -                    | -                    | -                    | -                    |
| 2020 | Ratata (közreműködik Barni)                        | -                    | -                    | -                    | -                    | -                    | -                    | -                    |
| 2020 | Megjöttek a Magyarok                               | -                    | -                    | -                    | -                    | 23                   | -                    | -                    |
| 2021 | Elbaszom a pénzem                                  | -                    | -                    | -                    | -                    | -                    | -                    | -                    |
| 2021 | Éget a nap (Manuellel)                             | 37                   | -                    | -                    | -                    | 7                    | 5                    | 23                   |
| 2021 | Magyarok (közreműködik a Hősök)                    | -                    | -                    | -                    | -                    | -                    | -                    | -                    |
| 2021 | Rövid Éj                                           | -                    | -                    | -                    | -                    | -                    | -                    | -                    |
| 2021 | Álmatlan esték (közreműködik nemazalány & sofi)    | -                    | -                    | -                    | -                    | 37                   | 17                   | -                    |
| 2022 | Úristen (közreműködik Szikora Róbert)              | 1                    | 1                    | 1                    | 1                    | 1                    | 1                    | 1                    |
| 2022 | Pezsgőeső (a Wellhellóval)                         | -                    | -                    | 13                   | -                    | 25                   | 16                   | 4                    |
| 2022 | Partyarc (Pixával és Fluorral)                     | -                    | -                    | -                    | -                    | 30                   | 33                   | 17                   |
| 2022 | Palvin (Manuellel)                                 | -                    | -                    | -                    | -                    | 19                   | 6                    | 12                   |
| 2022 | Hajnalokig (Manuellel)                             | -                    | -                    | -                    | -                    | -                    | 8                    | 19                   |
| 2022 | SZÍNVAK                                            | -                    | 17                   | 6                    | 23                   | 4                    | 12                   | -                    |
| 2023 | Magány Vagány                                      | -                    | -                    | -                    | -                    | 16                   | -                    | -                    |
| 2023 | Túl nagy falat                                     | -                    | -                    | -                    | -                    | -                    | -                    | -                    |
| 2023 | 100 lány                                           | -                    | -                    | -                    | -                    | -                    | 34                   | -                    |
| 2023 | Playboy                                            | -                    | -                    | -                    | -                    | 12                   | 12                   | -                    |
| 2023 | Valencia (Tomival)                                 | -                    | -                    | 32                   | -                    | 1                    |                      | 5                    |
| 2024 | Tökmindegy                                         | -                    | -                    | -                    | -                    | -                    | -                    |                      |
| 2024 | PONT JÓ                                            | -                    | -                    | -                    | -                    | -                    | -                    |                      |
| 2024 | VOLT PÁR ALKALOM (KKevinnel és L.L. Juniorral)     | -                    | -                    | -                    | -                    | -                    | -                    |                      |
| 2024 | Éjfél (közreműködik Gáspár Laci)                   | -                    | -                    | -                    | -                    | 11                   | 10                   |                      |
| 2025 | Átutazó (Hundred Sins-szel)                        | -                    | -                    | 34                   | -                    | -                    | -                    |                      |
| 2025 | Mi Amor (Dr. Mátyással)                            | -                    | -                    | -                    | -                    | -                    | -                    |                      |

### Közreműködések kislemezekben
| Év   | Dal                                           | Legmagasabb helyezés | Legmagasabb helyezés | Legmagasabb helyezés | Legmagasabb helyezés | Legmagasabb helyezés | Legmagasabb helyezés | Album                  |
| Év   | Dal                                           | Mahasz               | Mahasz               | Mahasz               | Mahasz               | Mahasz               | Billboard            | Album                  |
| Év   | Dal                                           | Rádiós Top 40        | Editors' Choice      | Magyar Rádiós Top 40 | Dance Top 40         | Single Top 40        | Hungary Songs        | Album                  |
| ---- | --------------------------------------------- | -------------------- | -------------------- | -------------------- | -------------------- | -------------------- | -------------------- | ---------------------- |
| 2023 | Baby (Bruno X Spacc dal, közreműködik VALMAR) | -                    | -                    | -                    | -                    | 14                   | 9                    | Nem jelent meg albumon |

## Díjak és jelölések

### Fonogram díj
| Év   | Jelölés                             | Díj                                                   | Eredmény |
| ---- | ----------------------------------- | ----------------------------------------------------- | -------- |
| 2022 | VALMAR x Manuel - Éget a nap        | Az év hangfelvétele                                   | Elnyerte |
| 2023 | VALMAR feat. Szikora Robi - Úristen | Az év hazai modern pop-rock albuma vagy hangfelvétele | Jelölve  |
| 2023 | VALMAR                              | Az év felfedezettje                                   | Elnyerte |